# Clitocybe albofragrans
Clitocybe albofragrans är en svampart som först beskrevs av Harmaja, och fick sitt nu gällande namn av Kuyper 1981. Clitocybe albofragrans ingår i släktet Clitocybe och familjen Tricholomataceae.  Arten är reproducerande i Sverige. Inga underarter finns listade i Catalogue of Life.